# Escapism (canción)
«Escapism» (estilizada como «Escapism.») es una canción de la cantautora británica Raye y la rapera estadounidense 070 Shake. Fue lanzada de forma independiente a través del sello de distribución Human Re Sources el 12 de octubre de 2022 como el tercer sencillo de su primer álbum debut  My 21st Century Blues (2023) y como un doble lado A con «The Thrill Is Gone». Fue coescrito por Raye, 070 Shake y Mike Sabath, y producido por este último.
«Escapism» se volvió viral en TikTok y comenzó a aparecer en listas internacionales, alcanzando el número uno en Dinamarca, Irlanda y el Reino Unido. Además, la canción entró en el top diez de las listas en diecinueve mercados musicales, incluidos Australia, Alemania y Singapur. También se convirtió en la primera canción de ambas artistas en aparecer en la lista estadounidense Billboard Hot 100. Raye interpretó la canción en vivo en Later with Jools Holland.

## Composición y letras
«Escapism» incorpora el trip hop en su producción. Raye declaró que «[l]e encanta lo rebelde» que es «Escapism» por ignorar «el estándar» de la «estructura de la música pop», en particular por ser «más de tres minutos y veinte segundos».
La canción muestra a Raye en una juerga posterior a una ruptura de estrategias de afrontamiento poco saludables, involucrándose en conexiones, drogas y alcohol. Raye explicó que la canción trata sobre escapar de la realidad y lidiar con un corazón roto. En una entrevista con Clash, Raye reveló que escribió la canción en una cabaña de troncos en Utah: «Un amigo y yo alquilamos un automóvil y condujimos hasta allí, en pleno invierno, a través de la nieve y ¡todo! 'Escapism.' es una historia sobre huir de todo lo más rápido que puedas. La letra trata sobre dejar a todos en leído y salir por tu cuenta. Viene de una época complicada, pero como humanos, ¡solo tenemos que seguir sobreviviendo!»

## Video musical
Un vídeo musical para «Escapism» fue lanzado el 10 de noviembre de 2022 y dirigido por Raye y Otis Dominique. Refleja la letra de la canción, con Raye recurriendo a «fiestas, bebidas y drogas para escapar de sus emociones y adormecer sus sentimientos» después de romper con su novio. El video hace uso de cámaras de punto de vista. En una entrevista con Shots, Raye mencionó que «trabajamos muy duro para crear una descripción honesta de dónde estaba en ese momento de mi vida. Fue divertido y salvaje. Lo filmamos durante un par de días y usamos cámaras de punto de vista durante una noche salvaje en muchos clubes diferentes. Me esforcé fuera de mi zona de confort y corrí 150 metros con tacones de 5 pulgadas. ¡Realmente lo llevamos allí!»

## Posicionamiento en listas
| Listas (2022–2023)                                | Mejor posición |
| ------------------------------------------------- | -------------- |
| Alemania (Official German Charts)                 | 3              |
| Australia (ARIA)                                  | 3              |
| Austria (Ö3 Austria Top 40)                       | 4              |
| Bélgica (Ultratop 50 Flandes)                     | 18             |
| Bélgica (Ultratop 50 Valonia)                     | 26             |
| Canadá (Billboard Canadian Hot 100)               | 9              |
| Croacia (Billboard Croatia Songs)                 | 21             |
| Dinamarca (Tracklisten)                           | 1              |
| Eslovaquia (Rádio Top 100)                        | 27             |
| Eslovaquia (Singles Digitál Top 100)              | 2              |
| Estados Unidos (Billboard Hot 100)                | 22             |
| Estados Unidos (Billboard Adult Top 40)           | 23             |
| Estados Unidos (Billboard Dance/Mix Show Airplay) | 7              |
| Estados Unidos (Billboard Mainstream Top 40)      | 6              |
| Estados Unidos (Billboard Rhythmic)               | 4              |
| Finlandia (Suomen viralllinen lista)              | 3              |
| Francia (SNEP)                                    | 35             |
| Grecia (IFPI)                                     | 2              |
| Hungría (Rádiós Top 40)                           | 36             |
| Hungría (Single Top 40)                           | 14             |
| Hungría (Stream Top 40)                           | 7              |
| Islandia (Billboard Iceland Songs)                | 2              |
| India (IMI)                                       | 8              |
| Irlanda (IRMA)                                    | 1              |
| Italia (FIMI)                                     | 59             |
| Líbano (Lebanese Top 20)                          | 3              |
| Lituania (AGATA)                                  | 5              |
| Luxemburgo (Billboard Luxembourg Songs)           | 5              |
| Mundo (Billboard Global 200)                      | 7              |
| MENA (IFPI)                                       | 4              |
| Noruega (VG-lista)                                | 4              |
| Nueva Zelanda (Recorded Music NZ)                 | 2              |
| Países Bajos (Dutch Top 40)                       | 10             |
| Países Bajos (Single Top 100)                     | 4              |
| Polonia (Polish Streaming Top 100)                | 10             |
| Portugal (AFP)                                    | 10             |
| Reino Unido (Official Charts Company)             | 1              |
| Rumania (Billboard Romania Songs)                 | 13             |
| República Checa (Singles Digitál Top 100)         | 3              |
| Singapur (RIAS)                                   | 8              |
| Sudáfrica (Billboard South Africa Songs)          | 22             |
| Suecia (Sverigetopplistan)                        | 4              |
| Suiza (Schweizer Hitparade)                       | 6              |

## Certificaciones
| País           | Organismo certificador | Certificación | Ventas certificadas | Ref.   |
| -------------- | ---------------------- | ------------- | ------------------- | ------ |
| Australia      | ARIA                   | Platino       | 35 000              | [ 56 ] |
| Austria        | IFPI Austria           | Platino       | 30 000              | [ 57 ] |
| Dinamarca      | IFPI Dinamarca         | Oro           | 45 000              | [ 58 ] |
| Estados Unidos | RIAA                   | Platino       | 1 000 000           | [ 59 ] |
| Italia         | FIMI                   | Oro           | 50 000              | [ 60 ] |
| Noruega        | IFPI Noruega           | Oro           | 30 000              | [ 61 ] |
| Nueva Zelanda  | RMNZ                   | Platino       | 30 000              | [ 62 ] |
| Portugal       | AFP                    | Platino       | 10 000              | [ 63 ] |
| Reino Unido    | BPI                    | Platino       | 600 000             | [ 64 ] |
| Streaming      |                        |               |                     |        |
| Grecia         | IFPI Grecia            | Platino       | 2 000 000           | [ 65 ] |
| Suecia         | GLF                    | Oro           | 4 000 000           | [ 66 ] |

## Historial de lanzamiento
| Región         | Fecha                   | Formato(s)                 | Versión               | Discográfica     | Ref.   |
| -------------- | ----------------------- | -------------------------- | --------------------- | ---------------- | ------ |
| Varios         | 12 de octubre de 2022   | Descarga digital streaming | Original              | Human Re Sources | [ 67 ] |
| Varios         | 25 de noviembre de 2022 | Descarga digital streaming | Sped up               | Human Re Sources | [ 68 ] |
| Varios         | 30 de noviembre de 2022 | Descarga digital streaming | En vivo en Metropolis | Human Re Sources | [ 69 ] |
| Varios         | 7 de diciembre de 2022  | Descarga digital streaming | Slowed down           | Human Re Sources | [ 70 ] |
| Estados Unidos | 10 de enero de 2023     | Contemporary hit radio     | Original              | Human Re Sources | [ 71 ] |